# Клод Шаброл
Клод Анри Жан Шаброл (фр. Claude Chabrol; Париз, 24. јун 1930 — Париз, 12. септембар 2010) је био француски филмски режисер, један од представника француског новог таласа, групе филмских стваралаца који су се први пут истицали на крају 1950-их, коме је често приписиван епитет најтрадиционалнијег. Са успехом је одржавао популарност током своје плодне каријере, снимајући, од 1958, по један филм годишње. Попут његових колега и савременика Жан-Лика Годара, Франсоа Трифоа, Ерика Ромера и Жака Ривета, Шаброл је био критичар утицајног филмског часописа Биоскопске свеске пре него што је започео своју каријеру филмског ствараоца.
Шабролова каријера је започела Le Beau Serge/Лепи Серж  (1958), инспирисана Хичкоковом Сенка сумње (1943). Трилери су постали нешто као заштитни знак за Шаброла, са приступом који карактерише дистанцирана објективност. Ово је посебно видљиво у Les Biches (1968), La Femme infidèle (1969) и Le Boucher (1970) – сви са Стефаном Одран, која је била његова супруга у то време.
Понекад окарактерисан као „мајнстрим“ редитељ Новог таласа, Шаброл је остао плодан и популаран током своје полувековне каријере. Године 1978. поставио је Изабел Ипер за главну улогу у Violette Nozière. На основу тог напора, пар је отишао на друге, укључујући успешне Madame Bovary  (1991) и La Cérémonie (1995). Филмски критичар Џон Расел Тејлор изјавио је да „има мало редитеља чије је филмове теже објаснити или дочарати на папиру, макар само зато што се велики део укупног ефекта окреће Шаброловом чистом хедонистичком ужитку у медију... Неки од његових филмова постају готово приватне шале, направљене да се забавља." Џејмс Монако је назвао Шаброла „мајстором пар екселанс Новог таласа, а његове варијације на тему дају нам разумевање експлицитности и прецизности језика филма које не добијамо из разноврснијих експеримената у жанру Трифо или Годард.“

## Биографија

### Младост
Клод Анри Жан Шаброл је рођен 24. јуна 1930. у породици Ива Шаброла и Медлин Делар у Паризу, а одрастао је у Сардену, у Француској, селу у региону Крез 400 км јужно од Париза. Шаброл је рекао да је о себи увек мислио као о сеоском човеку, а никада као о Парижанину. И Шабролов отац и деда су били фармацеути, а очекивало се да ће и он следити у породичном послу. Али као дете, Шаброла је „ухватио демон филма“ и водио је филмски клуб у штали у Сарденту између 12 и 14 година. У то време је развио своју страст према жанру трилера, детективским причама и другим облицима популарне фикције.

### Ране године у Паризу
После Другог светског рата, Шаброл се преселио у Париз да би студирао фармакологију и књижевност на Сорбони, где је добио лиценцу. Неке биографије такође наводе да је кратко студирао право и политичке науке. Док је живео у Паризу, Шаброл се укључио у послератну киноклупску културу и посећивао Француску кинотеку Хенрија Ланглоа и Кине-Клуб, где је први пут упознао Ерика Ромера, Жака Ривета, Жан-Лика Годара, Франсоа Трифоа и друге будуће писце часописа Свеске Биоскопа и филмски ствараоци француског новог таласа. 
Након дипломирања, Шаброл је служио обавезну војну службу у француском медицинском корпусу, служећи у Немачкој и достигавши чин наредника. Шаброл је рекао да је док је био у војсци радио као филмски пројекциониста. Након што је отпуштен из војске, придружио се пријатељима као штабни писац за Свеске Биоскопа, који су изазивали тадашње савремене француске филмове и заговарали концепт теорије аутора. Као филмски критичар, Шаброл се залагао за реализам и морално и естетски, мизансцен и дубоко фокусирану кинематографију, за коју је написао да „приближава гледаоца са сликом“ и подстиче „и на активнији ментални став код гледаоца и са његове стране позитивнији допринос радњи која је у току." Такође је писао за магазин Уметност током овог периода. Међу Шаброловим најпознатијим чланцима били су "Мале теме", студија жанровских филмова, и "Еволуција детективских филмова".
1955. Шаброл је накратко био запослен као пропагандиста у француској канцеларији 20th Century Fox, али му је речено да је он „најгори службеник за штампу којег су икада видели“ и да га је заменио Жан-Лик Годар, за кога су рекли да је чак гори. Године 1956. помогао је у финансирању кратког филма Жака Ривета Le coup du berger, а касније је помогао у финансирању Ромеровог кратког филма Véronique et son cancre 1958. За разлику од свих његових будућих савременика Новог таласа, Шаброл никада није снимао кратки филм нити је радио као асистент на другим филмовима. редитеља пре него што је дебитовао у играном филму. 
Године 1957. Шаброл и Ерик Ромер су заједно написали Hitchcock, студију о филмовима које је снимио редитељ Алфред Хичкок кроз филм Погрешан човек. Шаброл је рекао да Ромер заслужује већину заслуга за књигу, док је он углавном радио на деловима који се односе на Хичкокове ране америчке филмове, Ребека, Озлоглашена и Страх од сцене. Шаброл је интервјуисао Хичкока са Франсоа Трифоом 1954. на сету филма Ухватити лопова, где су њих двојица чувено ушли у резервоар са водом. Годинама касније, када су и Шаброл и Трифо постали успешни редитељи, Хичкок је рекао Трифоу да је увек помислио на њих када би видео „коцкице леда у чаши вискија“.

## Лични живот
Шабролов први брак са Ањес Гут (1956–1962) добио је сина Матјеа Шаброла, композитора који је написао већину филмова свог оца с почетка 1980-их. Развео се од Ањес да би се оженио глумицом Стефаном Одран, са којом је добио сина, глумца Томаса Шаброла. Остали су у браку од 1964. до 1978. Његова трећа жена била је Аурора Паквис, која је била супервизор сценарија од 1950-их. Имао је четворо деце. Шаброл је био познати гурмански кувар и снимио је 10 Days Wonder у Алзасу само зато што је желео да посети његове ресторане. Иако признаје утицај Алфреда Хичкока у његовом раду, Шаброл је изјавио да су "други више утицали на мене. Моја три највећа утицаја су била Мурнау, велики редитељ немих филмова... Ернст Лубич и Фриц Ланг."
Шаброл је умро 12. септембра 2010. од леукемије. Сахрањен је на гробљу Пер Лашез на североистоку Париза.